# 元光 (金朝)
元光（1222年八月—1223年）是金宣宗的第三个年号。金宣宗使用元光这个年号一共兩年。

## 改元
- 興定六年——八月九日，改元元光。[2]
- 元光二年——十二月二十二日，金宣宗去世，金哀宗完顏守緒即位。明年（1224年）正月一日，有詔改元正大。[3]

## 大事记
興定六年八月，彗星出現，改元元光，大赦。
元光二年十二月庚寅日（公元1224年1月14日），金宣宗崩于寧德殿，壽六十有一。子金哀宗繼位。

## 纪年對照表
| 元光 | 元年   | 二年   |
| ---- | ------ | ------ |
| 公元 | 1222年 | 1223年 |
| 干支 | 壬午   | 癸未   |

## 同期其他政权使用的年号
- 中國
  - 嘉定（1208年－1224年）：宋—宋寧宗趙擴之年號
  - 光定（1211年－1223年）：西夏—夏神宗李遵頊之年號
  - 天開（1205年－1225年）：大理—段智祥之年號
- 越南
  - 建嘉（1211年－1224年）：李朝—李旵之年號
- 日本
  - 貞應（1222年－1224年）：後堀河天皇之年号

## 深入閱讀
- 李崇智. . 北京: 中華書局. 2004年12月. ISBN 7101025129.
- 鄧洪波. . 臺北: 國立臺灣大學東亞經典與文化研究計劃. 2005年3月  [2022-01-04]. ISBN 9789860005189. （原始内容 (pdf)存档于2007-08-25）.

## 参看
- 中國年號索引
- 其他政权使用的元光年号

| 前一年號： 興定 | 金朝年号 | 下一年號： 正大 |